# Saint-Beauzeil
Saint-Beauzeil is een gemeente in het Franse departement Tarn-et-Garonne (regio Occitanie) en telt 101 inwoners (2020). De plaats maakt deel uit van het arrondissement Castelsarrasin.

## Geografie
De oppervlakte van Saint-Beauzeil bedraagt 10,0 km², de bevolkingsdichtheid is 13,2 inwoners per km².
De onderstaande kaart toont de ligging van Saint-Beauzeil met de belangrijkste infrastructuur en aangrenzende gemeenten.

## Demografie
Onderstaande figuur toont het verloop van het inwonertal (bron: INSEE-tellingen).